# Bagre-africano
O bagre-africano (Clarias gariepinus) é uma espécie de bagre da família Clariidae que é formada por bagres de respiração aérea.

## Distribuição
Os bagres-africanos são encontrados em toda a África e Oriente Médio, e vivem em lagos de água doce, rios e pântanos, bem como em habitats criados pelo homem, como lagoas de estabilização para tratamento de esgotos ou até mesmo sistemas de esgotos urbanos.
O bagre-africano foi introduzido em todo o mundo no início da década de 1980 para fins de aquacultura, sendo encontrado fora de seu habitat natural em países distantes, tais como Brasil, Vietnã, Indonésia e Índia, onde se tornou uma espécie invasora causando importantes impactos ambientais. O Bagre Africano é uma espécie carnívora e muito resistente. Quando foi introduzido em águas brasileiras, causou diversos impactos na fauna nativa e por isso é considerada espécie exótica, com potencial invasor. Ele se adaptou ao ambiente onde foi introduzido, desenvolveu grande poder de reprodução e dispersão, causou a extinção de animais e plantas e a modificação do habitat, entre outros impactos. Por não possuírem predadores naturais e um apetite insaciável, a espécie exótica invasora se multiplica rapidamente, competindo ou mesmo se alimentando diretamente das espécies nativas. 

## Descrição

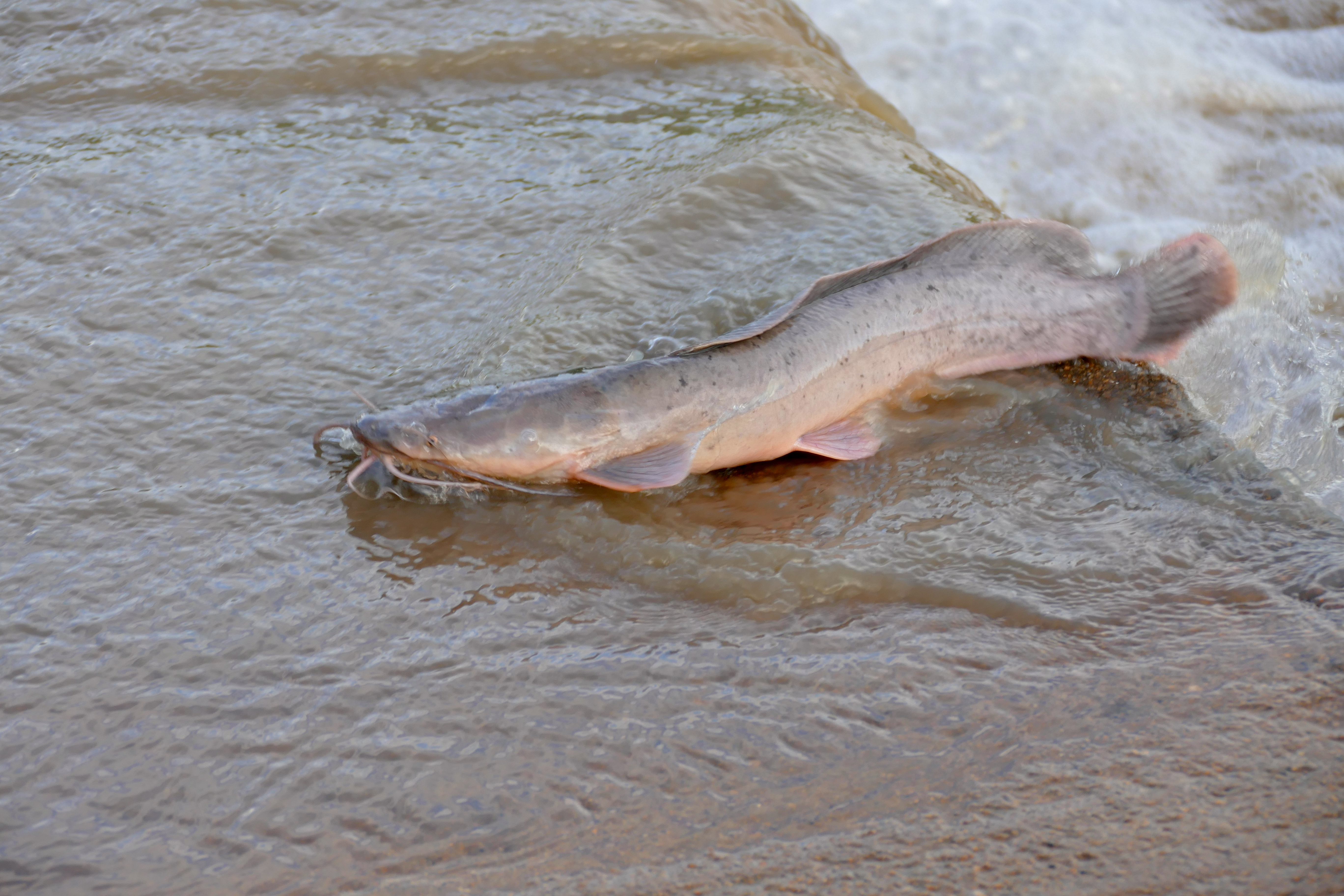
Saltando rio acima em um afluente do Rio Sabie, Kruger N.P.

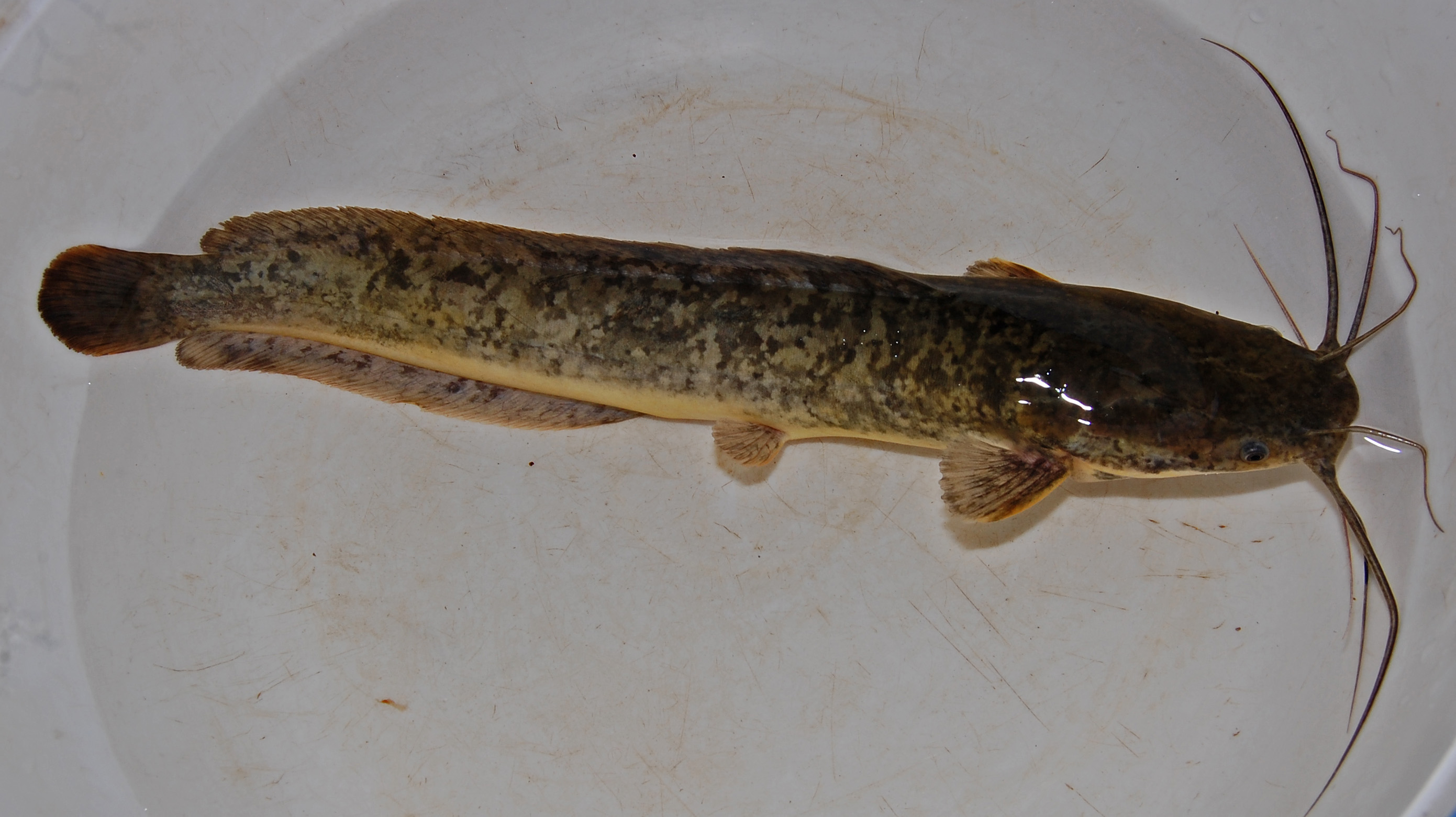
Espécime na Indonésia

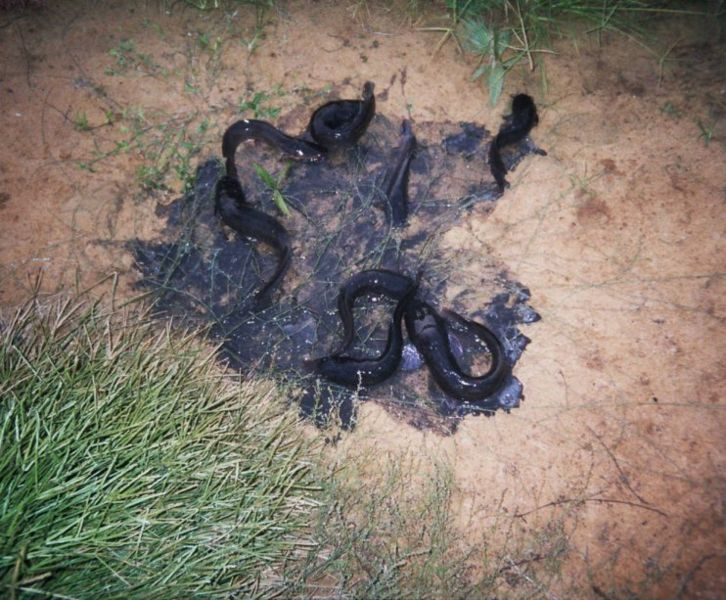
Bagre-africano jovem capturado nos esgotos de Rishon LeZion, Israel

O Bagre-africano é um peixe grande, semelhante a enguia, geralmente de coloração cinza escura ou preta nas costas, desbotando até uma barriga branca. Na África, esse bagre foi relatado como sendo o segundo em tamanho apenas para o vundu das águas da Zambézia, embora FishBase sugira que o Bagre-africano ultrapasse essas espécies em comprimento e peso máximos.
C. gariepinus tem um comprimento médio adulto de 1 m (39 in) a 1,5 m (59 in). atinge um comprimento máximo de 1,7 m (67 in) TL e pode pesar até 60 kg (130 lb). Esses peixes têm corpos esguios, cabeças ósseas planas, notavelmente mais planas que no gênero Silurus, bocas largas e terminais com quatro pares de barbelas. Eles também têm grandes órgãos respiratórios acessórios compostos por arcos branquiais modificados. Além disso, apenas as barbatanas peitorais têm espinhos.

## Hábitos
É um peixe noturno como muitos bagres. Alimenta-se de matéria animal viva e morta. Por causa de sua boca larga, é capaz de engolir presas inteiras relativamente grandes. Sabe-se que ingerem aves aquáticas grandes, como a Galinha-d'água. Também é capaz de rastejar em solo seco para escapar de piscinas de secagem. Além disso, é capaz de sobreviver na lama rasa por longos períodos de tempo, entre as estações das chuvas.
Às vezes, o bagre-africano produz sons barulhentos altos, não muito diferentes da voz do corvo.

## Desova natural
A desova ocorre principalmente à noite nas áreas rasas e inundadas dos lagos e córregos dos rios. O namoro é precedido por encontros altamente agressivas entre machos. O namoro e o acasalamento ocorrem em águas rasas entre pares isolados de machos e fêmeas. O macho fica em forma de U curvado em torno da cabeça da fêmea, mantido por vários segundos. Um lote de sêmen e ovos é liberado, seguido de um vigoroso movimento da cauda da fêmea para distribuir os ovos por uma ampla área. O par geralmente descansa após o acasalamento (de segundos a vários minutos) e depois retoma o acasalamento.
O cuidado dos pais para garantir a sobrevivência da prole do bagre está ausente, exceto pela escolha cuidadosa de um local adequado. O desenvolvimento de ovos e alevinos é rápido, e os alevinos são capazes de nadar dentro de 48 a 72 horas após a fertilização.

## Criação
A criação do bagre-africano na África começou no início de 1970, na África Central e Ocidental, sendo uma espécie muito adequada para a aquicultura, já que:
- Cresce rapidamente e se alimenta de uma grande variedade de subprodutos agrícolas.
- É resistente e tolera condições adversas de qualidade da água.
- Pode ser aumentada em altas densidades, resultando em altos rendimentos líquidos (6–16t/ha/ano).
- Na maioria dos países, alcança um preço mais elevado que a tilápia, pois pode ser vendido vivo no mercado.
- Amadurece e se reproduz facilmente em cativeiro (comparativamente).
- Tolera condições difíceis na aquicultura.

## Hibridização
Clarias gariepinus pode ser facilmente cruzado com Heterobranchus longifillis para obter o chamado híbrido Hetero-clarias. Esse cruzamento tem as seguintes vantagens sobre o Clarias gariepinus:
- não pode se reproduzir (por isso não vai gastar energia na reprodução).
- tem carne branca (pode ser preferido pelo cliente).

Desvantagem do híbrido Hetero-clarias:
- suscetível ao estresse

## Parasitas e Digeneas
Clarias gariepinus pode hospedar várias espécies de digeneas, além de outros endoprasitas e ectoparasitas.

## Ligações Externas
- Reprodução de Bagre-africano
- Inventário de Todas as Espécies de Bagres
- Manual sobre a criação e reprodução artificial do Bagre-africano
- O Bagre-africano
- Chari em Bari, criação de propriedades de Bagres-africanos